# Танцоров Григорій Васильович
Григо́рій Васи́льович Танцо́ров (20 вересня 1908, с. Золоте, нині Росія — 10 березня 1944, Тернопіль, нині Україна) — радянський військовий, молодший лейтенант, командир батареї самохідних артилерійських установок. Герой Радянського Союзу (29 травня 1944; посмертно). Орден Вітчизняної війни 2-го ступеня. Почесний громадянин міста Тернопіль.

## Життєпис

Пам'ятник Танцорову в Тернополі

Григорій Танцоров народився 20 вересня 1908 року в селі Золотому, нині Красноармійського району Саратовської області в сім'ї службовця. Росіянин.
Жив у Саратові. Закінчив два курси політехнікуму в місті Пермі. Працював у річкових пароплавствах.
У Радянській Армії з травня 1942 р. На фронті у німецько-радянську війну з червня 1942. У 1943 році закінчив Ростовське артилерійське училище.
Командир батареї самохідних артилерійських устав (САУ) 13-ї гвардійської танкової бригади (4-й гвардійський танковий корпус, 60-та армія, 1-й Український фронт) гвардії молодший лейтенант Танцоров відзначився в боях 6—10 березня 1944 при звільненні залізничної станції Збараж і міста Тернопіль: батарея нанесла супротивникові значну утрату в живій силі і бойовій техніці.
Під час вуличного бою підбитою самохідкою здійснив таран, знищив 4 танки, 85 автомашин (?), 15 бронетранспортерів (?) і понад 100 нацистських солдатів (?).
Похований у Тернополі. У Старому Парку йому встановлене погруддя.
Вулицю Танцорова у Тернополі перейменували на вулицю Старий Поділ.

## Пам'ять
Його ім'ям названі:
- вулиці в селі Золотому, містах Красноармійську, Пермі і Тернополі (з 11 липня 2022 року — вулиця Старий Поділ)
- круїзний теплохід «Герой Танцоров», який ходить по Тернопільському ставу.

На могилі Танцорова у Старому парку встановлено погруддя (скульптор — Т. Невесела).